# Jake Long
|  | For TV-serien, se Den amerikanske drage: Jake Long |
Jake Edward Long (født 9. maj 1985 i Lapeer, Michigan, USA) er en amerikansk fodbold-spiller fra USA, der spiller som offensive tackle for det professionelle NFL-hold St. Louis Rams. Han har spillet i NFL siden 2008-sæsonen, og har tidligere i mange år spillet for Miami Dolphins
I både 2008 og 2009 blev Long udtaget til NFL's All-Star kamp Pro Bowl.